# کاظم تینا تهرانی
کاظم تینا تهرانی (زاده ۱۳۰۸ در تهران – درگذشته ۲۶ تیر ۱۳۶۹)، با امضای ک. تینا نویسنده و منتقد ایرانی بود.

## زندگی
کاظم تینا تهرانی در سال ۱۳۰۸ در تهران و در محلهٔ عودلاجان متولد شد و دورهٔ ابتدایی را در دبستان خسروی واقع در بازار آهنگران و دورهٔ نخست متوسطه را در دبیرستان مروی گذراند و به دلیل دشواری‌هایی چند در زندگی خانوادگی از ادامهٔ تحصیل بازماند. در سال ۱۳۲۶، یعنی در هجده‌سالگی، به استخدام بانک ملی ایران درآمد و در سال ۱۳۵۱ بازنشسته شد. وی در شب ۲۵ تیرماه سال ۱۳۶۹، به اختیار خود تصمیم گرفت تا زندگی را ترک گوید. در ساعت نه صبح فردا، سه‌شنبه ۲۶ تیرماه سال ۱۳۶۹، در بیمارستان لقمان‌الدوله درگذشت و در قطعهٔ بیستم گورستان بهشت‌زهرا به خاک سپرده شد.
در اغلب سایت‌ها در معرفی وی نوشته‌اند که او در تمام عمر مجرد زیست. اما محمد پدرام‌منش، خواهرزادهٔ ک. تینا، در گفت‌وگو با مصطفی انصافی گفته است ک. تینا سه بار ازدواج کرده. نزهت فیض، شکوفه شیرازی و نازی عطری همسران کاظم تینا تهرانی بوده‌اند. ک. تینا بیشترین دوران زندگی مشترک خود را با نازی عطری گذرانده است.

## فعالیت ادبی
تینا تهرانی فعالیت ادبی خود را با پیوستن به گروه خروس جنگی در دههٔ ۱۳۲۰ آغاز کرد و نخستین نوشته‌های وی در مجله خروس جنگی منتشر شد. اما با تورق مجلهٔ یادشده درمی‌یابیم که نام و نشانی از او در آن نیست.
آثار به‌جامانده از ک. تینا گویای این ادعاست که او غیر از ادبیات به عرفان و اساطیر علاقهٔ زیادی داشته است.
کتاب‌های آفتاب بی‌غروب (۱۳۳۲) و گذرگاه بی‌پایانی (۱۳۴۰) را در تیراژهایی چنان اندک منتشر کرد که اینک دست‌نیافتنی‌اند. در دههٔ ۱۳۴۰، بار دیگر نامش در مجلات ادبی دیده شد. داستان‌های کوتاه این دوره را در مجموعهٔ شرف و هبوط و وبال (۱۳۵۵) گرد آورد. بخش‌هایی از «زروانه» را نیز در لوح و جنگ به‌چاپ رساند.
سایه‌بین و مینوآگاهی (۱۳۷۲) آخرین اثر اوست که با وصیت وی به بیژن جلالی به همت شاپور بنیاد و انتشارات نوید شیراز منتشر شده است.
جز این چهار کتاب، چند نوشتهٔ کوتاه چاپ‌شده و چاپ‌نشدهٔ دیگر هم از وی باقی مانده است. با این همه، به نظر می‌آید که اغلب این آثار، هم در میان صاحب‌نظران ادبی و هم در نزد خوانندگان آثار جدید، چندان شناخته و مطالعه نشده است. داستان‌های تینا پس از چند دهه سکوت، در اسفند ماه سال ۱۳۸۶ به عنوان بخشی از رساله دکتری منصوره تدینی در دانشگاه علامه طباطبایی مورد بررسی و دفاع قرار گرفت و این نقد و بررسی در سال ۱۳۸۸ در کتاب پسامدرنیسم در ادبیات داستانی ایران توسط انتشارات علم به چاپ رسید. (تدینی، منصوره، پسامدرنیسم در ادبیات داستانی ایران، نشر علم، ۱۳۸۸، صص ۳۵۶–۳۹۰). همچنین در سال ۱۳۸۸ در شماره ۴۰ مجله زبان و ادب فارسی دانشگاه علامه طباطبایی مقاله‌ای در مورد تینا با نام «کاظم تینا: لارنس استرن ایرانی» از همین مؤلف منتشر شد که سبک داستان‌نویسی وی را در استفاده خلاقانه و پیشرو از تکنیک‌های پسامدرن، با لارنس استرن مقایسه می‌کرد. برای اولین بار در فضای مجازی نیز در سال ۱۳۹۴ پرونده‌ای در پایگاه انجمن رمان ۵۱ منتشر شد که به بهانهٔ کتاب سایه‌بین و مینوآگاهی به زندگی و آثار ک. تینا پرداخت.

## آثار

### داستان کوتاه
- آفتاب بی غروب (۱۳۳۲)
- گذرگاه بی پایانی (۱۳۴۰)
- شرف و هبوط و وبال (۱۳۵۵)
- سایه‌بین و مینوآگاهی (۱۳۷۲)

## نگارخانه

کاظم تینا تهرانی ۱
کاظم تینا تهرانی ۲
کاظم تینا تهرانی ۳
کاظم تینا تهرانی ۴

## پی‌نوشت
1. 1 2 3  عابدی، کامیار، دو رساله دربارهٔ سهراب سپهری، نشرهای بازتاب‌نگار و کتاب نادر، 1387
2. ↑  «گفت‌وگوی مصطفی انصافی با محمد پدرام‌منش در پایگاه انجمن رمان 51». بایگانی‌شده از اصلی در ۱۹ مارس ۲۰۱۶. دریافت‌شده در ۱۶ مارس ۲۰۱۶.
3. 1 2  میرعابدینی، حسن، صد سال داستان‌نویسی ایران، نشر چشمه، 1380، جلد 1 و 2، ص 743-746
4. ↑  «یادداشت پیش از مرگ برای بیژن جلالی». بایگانی‌شده از اصلی در ۱۸ مارس ۲۰۱۶. دریافت‌شده در ۱۶ مارس ۲۰۱۶.
5. ↑  «هامون‌نگاری، پروندۀ کتاب سایه‌بین و مینوآگاهی». بایگانی‌شده از اصلی در ۱۸ مارس ۲۰۱۶. دریافت‌شده در ۱۶ مارس ۲۰۱۶.